# Diaspora serbe aux États-Unis

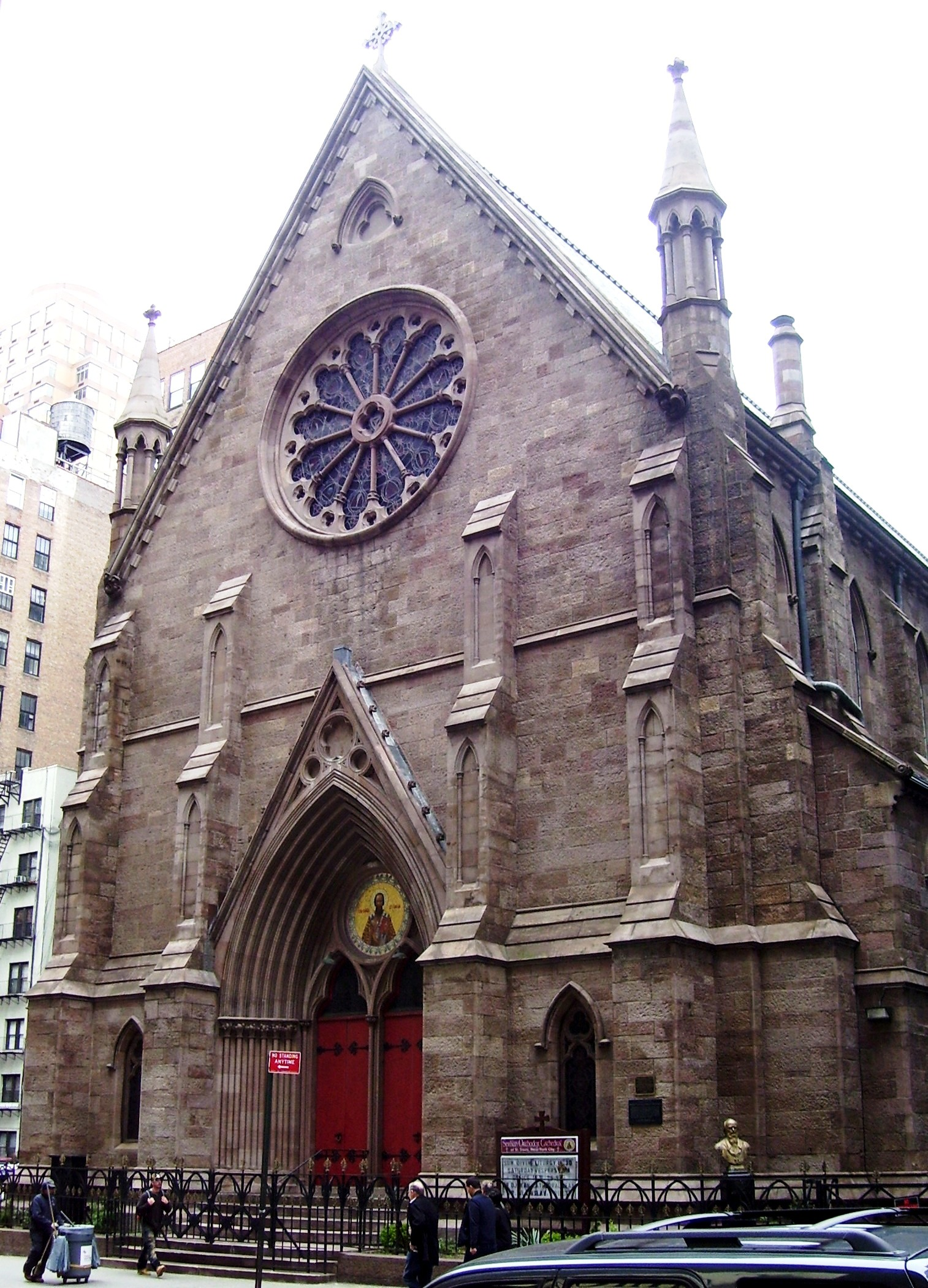
La cathédrale orthodoxe serbe Saint-Sava, située au 25 West 25th Street entre Broadway et Sixth Avenue dans le quartier de Nomad à Manhattan, à New York, a été construite entre 1850 et 1855 sous le nom de Trinity Chapel, conçue par Richard Upjohn.

Les Serbo-Américains sont les Américains possédant en partie ou en totalité des origines serbes. 
Selon l'American Community Survey, pour la période 2012-2016, 189 425 personnes déclarent avoir au moins un ancêtre serbe.

## Démographie
| État         | Nombre |
| ------------ | ------ |
| Illinois     | 25 507 |
| Californie   | 18 423 |
| Ohio         | 18 561 |
| Pennsylvanie | 16 573 |
| Indiana      | 10 150 |
| Floride      | 10 690 |
| New York     | 10 001 |

Selon le American Community Survey pour la période 2011-2015, 134 449 Américains avec une ascendance serbe (71,5 %) sont nés américains, tandis que 53 596 (28,5 %) sont nés étrangers. De plus, 36 176 (67,5 %) d'entre eux sont naturalisés, alors que 17 420 (32,5 %) ne sont pas citoyens américains.

### Géographie
Les régions de Chicago et de l'Illinois ont une population ayant une forte ascendance serbe, comme le montrent l'église de saint Siméon Mirotochivi dans le quartier de l'East Side ainsi que le monastère de Gračanica dans le troisième lac. 
Les autres villes avec un nombre important d'Américains ayant au moins un ancêtre serbe sont : New York, Buffalo, Cleveland, Détroit, Indianapolis, Pittsburgh, Los Angeles et celles du sud de la Californie (c'est-à-dire le comté d'Orange, San Diego et de la vallée de Coachella), peuplés ces dernières années par les Serbes de Bosnie-Herzégovine. Depuis les années 1980, une certaine immigration serbe a également lieu à Phoenix et à Las Vegas.

## Personnalités notables
- Nikola Tesla, né en 1856 à Smiljan, inventeur et ingénieur.
- Michael Pupin, né en 1858 à Idvor, physicien.
- Sasha Alexander (Suzana S. Drobnjaković), née en 1973 à Los Angeles, actrice[6].
- Jake Allex (Aleksa Mandušić), né en 1887 et mort en 1959, soldat serbo-américain, décoré de la Medal of Honor pour les services rendus pendant la Première Guerre mondiale[7] ; il est enterré au cimetière du monastère orthodoxe Saint-Sava de Libertyville dans l'Illinois.
- Melissa Bean (1962-), née Melissa Luburić, représentante du huitième district de l'Illinois à la Chambre des représentants des États-Unis de 2005 à 2011[8].
- Helen Delich Bentley, née en 1923 à Ruth dans le Nevada, représentante du Maryland à la Chambre des représentants des États-Unis de 1985 à 1995[9].
- Rod Blagojevich, né en 1956 à Chicago, gouverneur de l'Illinois de 2003 à 2009[10].
- Peter Bogdanovich, né en 1939 à Kingston, réalisateur[11].
- George Voinovich, né en 1936 à Cleveland, gouverneur de l'Ohio de 1991 à 1998[12].
- Gordana Vunjak-Novakovic, née 1948 à Belgrade, ingénieure biomédicale, professeure, chercheuse et inventrice.
- Stevan Lee Mraovitch, né à New York, poète auteur-réalisateur et producteur[13].